# Referendum confermativo in Valle d'Aosta del 2025
Il referendum confermativo in Valle d'Aosta del 2025 è stato una consultazione referendaria regionale che si è svolta in Valle d'Aosta il 10 agosto 2025.
Il referendum è stato deliberato dal Consiglio regionale della Valle d'Aosta per permettere agli elettori di esprimere il proprio parere circa la modifica della normativa elettorale nel proprio ente territoriale, come previsto dall’Art. 15 dello Statuto regionale speciale. Per l'efficacia della consultazione non era previsto alcun quorum.
Essendo prevalsi i voti favorevoli, il Presidente della giunta regionale, Renzo Testolin, ha promulgato ufficialmente la legge, permettendone così la pubblicazione nel Bollettino Ufficiale Regionale (BUR) valdostano e l’applicazione alle successive elezioni regionali dello stesso anno.

## Contesto precedente
In seguito alla riforma nel 2017 del precedente sistema elettorale (che prevedeva la possibilità di esprimere fino a tre preferenze), con cui è stata rimossa tale possibilità a causa di un periodo di difficoltà politiche ed economiche della regione, determinate dalla perdita della maggioranza in Consiglio regionale del principale partito politico locale — l’Union Valdôtaine dell’ex-Presidente regionale Augusto Rollandin, che fino a quel momento era al governo grazie al cosiddetto “stallo alpino” (ossia una risicatissima maggioranza di un solo seggio), varie sono state le istanze sollevate affinché tale sistema, terminato tale momento di crisi, fosse ripristinato.
Inizialmente, anche per via della piccolezza demografica della Valle d'Aosta, l’obiettivo dichiarato della riforma era anche quello di scongiurare eventuali tentativi di controllo del voto per il consiglio regionale nei comuni valdostani più piccoli, dove i rapporti inter-personali sono più facilmente pilotabili grazie ad alleanze ed influenze assai diffuse, seppur decisamente illegali secondo la legge. Tuttavia, in seguito alla distensione del clima politico ed ad un rinnovato rafforzamento dell’Union Valdôtaine, si è progressivamente pensato di tornare a sfruttare tale meccanismo, adattandolo, anche per introdurre una fattuale quota di genere in consiglio, essendoci stati fino a quel momento scarsi risultati in tal senso.
Per queste ragioni, in data 27 febbraio 2025, il Consiglio regionale della Valle d'Aosta ha approvato, dopo l’esame di ben quattro proposte, un progetto definitivo, sebbene con i soli voti della maggioranza (a differenza di quanto auspicato), portando così l’opposizione, e nello specifico sette consiglieri della Lega per Salvini Premier, a richiedere il referendum con successo, mentre una precedente raccolta firme, avviata nello stesso periodo, è risultata incapace di raggiungere il numero di firme necessario.

## Posizioni
Nella tabella seguente sono elencate tutte le posizioni esplicitate dei principali partiti politici presenti localmente o promotori dei quesiti.
| Partito | Partito                                            | Posizione           | Fonte  |                              |    |        |
| ------- | -------------------------------------------------- | ------------------- | ------ | ---------------------------- | -- | ------ |
| Partito | Partito                                            |                     | Fonte  | Union Valdôtaine (UV)        | Sì | [ 11 ] |
| Partito | Partito                                            |                     | Fonte  | Partito Democratico (PD VdA) | Sì | [ 12 ] |
|         | Lega per Salvini Premier (Lega VdA)                | Libertà di voto/ No | [ 13 ] |                              |    |        |
|         | Forza Italia (FI)                                  | Libertà di voto     | [ 14 ] |                              |    |        |
|         | Valle D’Aosta Aperta (VdA-A)                       | Sì                  | [ 15 ] |                              |    |        |
|         | Rassemblement Valdôtain (RV)                       | Libertà di voto     | [ 16 ] |                              |    |        |
|         | Alleanza Verdi e Sinistra (AVS) — Rete Civica (RC) | No                  | [ 17 ] |                              |    |        |

## Il quesito
- Colore scheda: gialla
- Intestazione: REFERENDUM REGIONALE CONSULTIVO PREVISTO DALL’ARTICOLO 15, QUARTO COMMA, DELLO STATUTO SPECIALE PER LA VALLE D’AOSTA

| Testo del quesito | Testo del quesito |
| ----------------- | --- |
|                   | Approvate la legge regionale di cui all’articolo 15, secondo comma, dello Statuto speciale, recante: “Reintroduzione delle tre preferenze e della rappresentanza di genere. Modificazioni alla legge regionale 12 gennaio 1993, n. 3 (Norme per l’elezione del Consiglio regionale della Valle d’Aosta)”, approvata dal Consiglio regionale nella seduta del 27 febbraio 2025, con la maggioranza assoluta dei suoi componenti e pubblicata nel Bollettino ufficiale della Regione numero 11, in data 4 marzo 2025? |

## Affluenza alle urne
Il corpo elettorale era di 105 054 elettori (registrati in 150 circoscrizioni in 74 comuni).
| Affluenza | Affluenza | Affluenza | Affluenza |
| Domenica  | Domenica  | Totale    |           |
| 12:00     | 19:00     | Totale    |           |
| --------- | --------- | --------- | --------- |
| 5,32%     | 11,27%    | 16,04%    |           |

## Risultati
| Sì             | 8 655   | 52,14 |  |  |  |  |  |  |
| No             | 7 944   | 47,86 |  |  |  |  |  |  |
| Totale         | 16 599  | 100   |  |  |  |  |  |  |
|                |         |       |  |  |  |  |  |  |
| Schede bianche | 97      | 0,58  |  |  |  |  |  |  |
| Schede nulle   | 157     | 0,93  |  |  |  |  |  |  |
| Votanti        | 16 853  | 16,04 |  |  |  |  |  |  |
| Elettori       | 105 054 |       |  |  |  |  |  |  |

### Esplicative
1. ↑  In quanto partito politico promotore del referendum.
2. ↑  Sia singolarmente le componenti Europa Verde (EV) e Sinistra Italiana (SI).

### Bibliografiche
1. ↑   Referendum, oggi si vota, Rai News, 10 agosto 2025. URL consultato il 10 agosto 2025.
2. 1 2 3   Enrico Martial, Cosa sapere sul referendum in Valle d’Aosta di domenica 10 agosto, Nos Alpes, 8 agosto 2025. URL consultato l'8 agosto 2025.
3. ↑   Referendum confermativo, i risultati e le reazioni, Rai News, 11 agosto 2025. URL consultato l'11 agosto 2025.
4. ↑   In Valle d’Aosta un referendum ha confermato una riforma della legge elettorale pensata anche per avere più consigliere donne, Il Post, 11 agosto 2025. URL consultato l'11 agosto 2025.
5. ↑   Dopo il referendum confermativo, promulgata la legge elettorale, Rai News, 19 agosto 2025. URL consultato il 19 agosto 2025.
6. 1 2   Oggi c’è un referendum in Valle d’Aosta, Il Post, 10 agosto 2025.
7. ↑   Legge elettorale, riforma votata solo dalla maggioranza, ANSA, 27 febbraio 2025. URL consultato il 27 febbraio 2025.
8. ↑   Referendum sulla legge elettorale, si voterà il 10 agosto, Rai News, 5 giugno 2025. URL consultato il 5 giugno 2025.
9. ↑   Parte la raccolta firme per un referendum confermativo della Legge elettorale, Rai News, 17 marzo 2025. URL consultato il 17 marzo 2025.
10. ↑   Referendum, non sufficienti le firme raccolte dal Comitato, Rai News, 4 giugno 2025. URL consultato il 4 giugno 2025.
11. ↑   Referendum, tavolo trasversale sulle ragioni del Sì, su rainews.it, Rai News, 19 luglio 2025. URL consultato il 19 luglio 2025.
12. ↑   Le ragioni del "sì" al referendum confermativo per il PD VdA, su rainews.it, Rai News, 31 luglio 2025. URL consultato il 31 luglio 2025.
13. ↑   Referendum, Lega Vda non dà indicazioni per il voto, su ansa.it, ANSA, 3 agosto 2025. URL consultato il 3 agosto 2025.
14. ↑   Da Forza Italia, "libertà di scelta" al referendum, su rainews.it, Rai News, 26 luglio 2025. URL consultato il 26 luglio 2025.
15. ↑   Referendum confermativo, le ragioni del "sì" per VdA Aperta, su rainews.it, Rai News, 8 agosto 2025. URL consultato l'8 agosto 2025.
16. ↑   Referendum, Aggravi (RV): "Libertà di scelta", su rainews.it, Rai News, 1º agosto 2025. URL consultato il 1º agosto 2025.
17. ↑   Le ragioni del "no" al referendum confermativo per Alleanza Verdi Sinistra - Rete civica, su rainews.it, Rai News, 26 luglio 2025. URL consultato il 26 luglio 2025.
18. ↑   Referendum confermativo del 10 agosto: il quesito, su rainews.it, 3 luglio 2025. URL consultato il 3 luglio 2025.
19. ↑   Regione Valle D’Aosta, Affluenza Referendum confermativo regionale - 10 agosto 2025, su elezioni.regione.vda.it.